# Африц-ам-Зе
Африц-ам-Зе (нем. Afritz am See) — коммуна (нем. Gemeinde) в Австрии, в федеральной земле Каринтия.
Входит в состав округа Филлах. Население составляет 1487 человек (на 31 декабря 2005 года). Занимает площадь 28,03 км². Официальный код — 2 07 01.

## Политическая ситуация
Бургомистр коммуны — Максимилиан Линдер (АПС) по результатам выборов 2003 года.
Совет представителей коммуны (нем. Gemeinderat) состоит из 15 мест.
- СДПА занимает 7 мест.
- АПС занимает 5 мест.
- АНП занимает 3 места.